# I cani e i lupi
I cani e i lupi viene pubblicato nel 1940 con il titolo francese Les chiens et les loups a Parigi ed è l'ultimo libro scritto da Irène Némirovsky. È stato ripubblicato in Germania nel 2007 dopo la riscoperta di Suite francese (2004). I cani e i lupi è la storia di Ada Sinner, nata all'inizio del XX secolo in Ucraina, in un ghetto ebraico, prima dello scoppio della prima guerra mondiale. Emigrata a Parigi viene nuovamente espulsa dalla Francia a causa delle malefatte del marito Ben.

## Personaggi principali
- Ada: ebrea orientale, nata in un ghetto ucraino ed emigrata a Parigi. Pittrice. Pensa di essere da sempre predestinata ad Harry
- Ben: cugino e amico d'infanzia di Ada. Hanno giocato e corso assieme lungo le strade del ghetto e si sono rifugiati assieme, durante il pogrom, in casa di Harry. Ben è un arrivista, vuole fare fortuna. Ama Ada ma non ne è riamato. È imparentato anche con Harry.
- Harry: ricco figlio di banchieri ebrei, lontani parenti di Ben e Ada. Ha sempre vissuto nella parte alta di Kiev, lontano dal ghetto. A Parigi si è sposato con una gentile ma, quando ritrova Ada, viene travolto da una passione irresistibile.

## Trama

### Capitoli 1-11
La prima parte del romanzo si svolge principalmente nel ghetto ebraico di Kiev, Ucraina. Siamo nel maggio del 1914, durante il regno dello zar Nicola II. Ada Sinner vive con suo padre e suo nonno. Il padre è un tipico trafficone ebreo, che vende e compra qualsiasi cosa, viaggiando per i paesi e frequentando i mercati russi e ucraini. La città è chiaramente divisa in due parti: il ghetto dei dannati e le residenze degli eletti, che stanno nella parte alta della città. Nel ghetto vivono solo gli ebrei ma, nella città alta, vivono gentili mescolati ad ebrei ricchi che, con i soldi e le conoscenze (sempre acquisite grazie ai soldi), sono riusciti ad emanciparsi e ora vedono, come il peggiore dei mali, la possibilità di ricadere nel ghetto e quindi non vogliono avere nulla a che fare con i loro correligionari poveri. Ada capita incidentalmente di fronte alla casa della famiglia Sinner, ricchi banchieri ebrei, suoi lontani cugini. Vede il piccolo Harry Sinner che ha la sua età ma è vestito di seta, con grandi polsini bianchi candidi che la incantano. Poco dopo, durante uno dei tanti pogrom che sconvolgono il ghetto, Ada fugge e conduce Ben, suo amico da sempre, nella città alta, dove i due ragazzini riescono a rifugiarsi nella casa dei Sinner ricchi. Da qui inizia un viaggio che porta Ada e Ben a Parigi, dove i due si recano perché la Francia, a differenza della Russia, promette ai giovani un futuro 
migliore.

### Capitoli 12-30
Con la morte del padre di Harry anche la sua famiglia si reca a Parigi, dove due zii - Salomon e Isacco - esercitano l'attività di banchieri. Ada e Ben si sposano per regolarizzare la loro posizione di esuli a Parigi. Ma mentre Ben ama da sempre Ada, questa è rimasta stregata da Harry e cerca in tutti i modi di mettersi in contatto con lui. Ci riuscirà attraverso la pittura, esponendo un paio dei suoi quadri nella vetrina di un negozio di fronte a cui Harry passa spesso. Un giorno Harry si ferma, entra e chiede dell'autore dei quadri che l'hanno colpito. Rintraccia Ada, la invita a casa e, dopo aver riconosciuto in lei la ragazzetta insanguinata che aveva fatto irruzione a casa sua, in quella lontana alba infernale, si avvicina sempre più a lei, abbandonando la moglie gentile e il figlio. All'inizio Ben si presta - per interesse - al gioco di Harry, per mettersi in relazione d'affari con i suoi potenti zii, proprietari della banca. Mentre Ada e Harry si innamorano, Ben riesce a farsi affidare dagli zii gli affari della finanziaria. Sempre in viaggio come i suoi antenati, allarga a dismisura gli interessi della banca, facendosi coinvolgere in affari internazionali che finiscono per travolgerlo. L'unica possibilità di salvare gli affari della banca e il buon nome di Harry - che sarebbe coinvolto nel fallimento degli zii - è far intervenire la famiglia della moglie. Che accetta, a patto che Ada e Ben spariscano e Harry rientri nei ranghi. Ada, però è riluttante: "Puoi dimenticare, ti allontani da me, mi lasci, ma avrai sempre me, sarai solo mio. Tu sei molto più che il mio amante. Tu sei la mia creazione. Pertanto, tu appartieni a me, quasi contro la tua volontà". Ben scappa, inseguito da un mandato d'arresto, e tutti i membri della sua famiglia ricevono un decreto di espulsione che li costringe a partire entro otto giorni.

### Capitoli 31-33
Nel breve finale, Ben si è stabilito in Sud America, Ada trova un visto per un piccolo paese dell'Europa orientale, che è devastato dalla guerra civile e dagli scioperi. In un hotel, assistita da uno studente in medicina e da una levatrice improvvisata, Ada partorisce il figlio di Harry. Finalmente sente di poter dire "noi" - "la pittura , il bambino, il coraggio. Con questo si può vivere più che bene", disse Ada.

## Significato letterario
Come la maggior parte dei romanzi di Irène Némirovsky, I Cani e lupi (1940) non è estraneo al vissuto personale della scrittrice. Racconta la storia di tre esuli sconsolati Ben, Harry e Ada. Il peso della società e l'ineluttabilità del destino sono al centro della narrazione, che evoca l'amore folle di due giovani ebrei uniti da un lontano ricordo. Ada, un'artista ribelle, e Harry, il figlio viziato di una ricca famiglia di banchieri, sono predestinati a incontrarsi, quasi magicamente, prima nel ghetto di una piccola città ucraina e poi a Parigi. Tragicamente attratti l'una dall'altro, portano con sé un ineludibile senso di perdita. Sono cullati dalla malinconia e destinati alla separazione. Il romanzo è una testimonianza delle radici profonde degli ebrei orientali che, anche se vengono apparentemente assimilati, grazie al denaro e alle relazioni famigliari, restano sempre vincolati ai legami di sangue e di razza che non possono essere sciolti nemmeno dall'amore: - "Che tu possa morire sotto i miei occhi" sbraitava Ben. "Che il tuo cadavere sia fatto a pezzi! Non avrai pace né riposo né una morte serena! Sia maledetta la tua discendenza! Siano maledetti i tuoi figli!" - "La smetta!" esclamò con durezza Harry. "Non siamo in un ghetto dell'Ucraina qui!". "Eppure è da lì che vieni, come me, come lei! Se sapessi quanto ti odio! Tu che ci guardi dall'alto in basso, che ci disprezzi, che non vuoi avere niente in comune con la marmaglia giudea! Lascia passare un po' di tempo! Presto ti confonderanno di nuovo con quell'ambiente! Tornerai a farne parte, tu che ne sei uscito, che hai creduto di liberartene!". Némirovsky mescola sempre lo stesso mazzo di carte, traendone figure sempre nuove. Un romanzo sull'infanzia e l'innocenza perduta e un capolavoro della letteratura mondiale. Ma anche una profezia sul destino della scrittrice, che da lì a pochi mesi l'avrebbe trascinata ad Auschwitz, lei, ebrea emancipata e convertita al cattolicesimo, nuovamente confusa con la "marmaglia giudea" e avviata alla morte, senza più un nome.
L'intero romanzo ruota intorno alla metafora dei cani e dei lupi, tra il civilizzato e il selvaggio ("come un cagnolino, ben nutrito e curato, che sente nella foresta l'ululato famelico dei lupi, i suoi fratelli selvaggi"), che viene più volte ripetuta come un destino ineluttabile nel rapporto tra Ada e Harry. Dunque è una metafora prolungata, che diventa una costruzione allegorica. L'intero testo rappresenta un'emersione dell'inconscio nel senso di Francesco Orlando, del primitivo, che travolge tutto il resto. E' la città bassa che anela ad emergere fino alla città alta. Pensa Laurence, la ricca borghese francese sposata da Harry, mentre cerca di scansare Ada che le si fa incontro per strada: "come ci si dibatte in sogno contro le acque profonde, le paludi livide, gli stagni tenebrosi che popolano gli incubi e minacciano di inghiottirci". Sembra quasi che la Nèmirovsky presenta il gorgo dove pochi mesi dopo sarà risucchiata, infrangendo il suo progetto di assimilazione: la morte in campo di concentramento.

## Antisemitismo
La figlia Gille nell'"autobiografia" di sua madre - Iréne Némirovsky, precisa che la scrittrice era un rampollo della borghesia ebraica russificata di Kiev e San Pietroburgo. La sua famiglia era riuscita a fuggire in Francia al tempo della rivoluzione bolscevica, mantenendo gran parte delle proprie ricchezze. Questo fatto, unito alla cultura e alle buone frequentazioni sociali, le permetteva di avere rapporti amichevoli con aristocratici impoveriti da cui, in Russia, sarebbe stata rifiutata. Data questa collocazione sociale e il desiderio di entrare a pieno titolo a far parte dell'alta borghesia parigina, attraverso un processo di assimilazione - molto diffuso tra gli ebrei del tempo - i Némirovsky erano orgogliosi della propria distanza dall'ebreo tradizionalista (o semplicemente meno assimilato). Fatto sta che i libri della Némirovsky sono popolati di figure ebraiche - nel migliore dei casi ambigue - nel peggiore, che meriterebbero un posto nella nosografia ebraica dell'Ebreo che odia sé stesso di Theodor Lessing o Sander L. Gilman.